# Đại Tập
Đại Tập là một xã thuộc huyện Khoái Châu, tỉnh Hưng Yên, Việt Nam.

## Địa lý
Xã Đại Tập nằm ở phía tây huyện Khoái Châu, có vị trí địa lý:
- Phía đông giáp xã Liên Khê
- Phía tây giáp Sông Hồng
- Phía nam giáp xã Chí Tân
- Phía bắc giáp xã Đông Kết và xã Đông Ninh.

Xã Đại Tập có diện tích 5,94 km², dân số năm 2019 là 7.086 người, mật độ dân số đạt 1.193 người/km².

## Hành chính
Xã Đại Tập được chia thành 4 thôn: Lãnh Điển, Minh Khai, Chi Lăng, Ninh Tập.

## Lịch sử
Trước đây, Đại Tập là một xã thuộc huyện Châu Giang cũ.
Ngày 24 tháng 7 năm 1999, Chính phủ ban hành Nghị định số 60/1999/NĐ-CP về việc chuyển xã Đại Tập thuộc huyện Châu Giang cũ chuyển về huyện Khoái Châu mới tái lập quản lý.